# سیارک ۱۰۵۸
سیارک ۱۰۵۸ (به انگلیسی: 1058 Grubba، نامگذاری:1925MA) هزار و پنجاه و هشتمین سیارک کشف شده‌است که در ۲۲ ژوئن ۱۹۲۵ و در رصدخانه سایمیز کشف شد.
قدر مطلق سیارک برابر ۱۱٫۹۸ است.